# Prisekana zvezdna kocka
| Prisekana zvezdna kocka                     | Prisekana zvezdna kocka                              |
| ------------------------------------------- | ---------------------------------------------------- |
|                                             |                                                      |
| vrsta                                       | uniformni zvezdni polieder                           |
| elementi                                    | F = 14, E = 36, V = 24 ({\displaystyle \chi \,} = 2) |
| stranske ploskve po straneh                 | 8{3} + 6{8/3}                                        |
| Wythoffov simbol                            | 2 3 \| 4/3 2 3/2 \| 4/3                              |
| simetrija                                   | Oh, [4,3], *432                                      |
| Bowerjeva okrajšava                         | Quith                                                |
| sklici                                      | U19, C66, W92                                        |
| veliki triakisni oktaeder (dualni polieder) | 3.8/3.8/3 slika oglišč                               |

Prisekana zvezdna kocka (tudi kvaziprisekana kocka) je v geometriji uniformni zvezdni polieder z oznako (indeksom) U19. Lahko se ga prikaže tudi s Schläflijevim simbolom t0,1{4/3,3} in  Coxeter-Dinkinovim diagramom . Včasih se imenuje tudi kvaziprisekana kocka, ker je soroden s prisekano kocko . Od nje se razlikuje samo v tem, da so kvadratne stranske ploskve spremenjene v osemkotnike {8/3}.
Prisekana zvezdna kocka ni prava stelacija prisekane kocke, ker je njeno konveksno 'jedro' neuniformno. 

## Sorodni poliedri
Ima enako razvrstitev oglišč kot drugi trije uniformni poliedri. To so konveksni rombikubooktaeder, mala rombikocka in mali kubooktaeder.
| rombikubooktaeder | mali kubikubooktaeder | mala rombikocka | prisekana zvezdna kocka |